# Costus araneosus
Costus araneosus là một loài thực vật có hoa trong họ Costaceae. Loài này được Gagnep. mô tả khoa học đầu tiên năm 1902.